# Diskografie ABBY
Toto je diskografie švédské hudební skupiny ABBA.
V dubnu 2006 hudební vydavatelství Universal Records oznámilo, že skupina v prodejnosti překročila celosvětově hranici 370 miliónů kopií alb. Nejedná se o přesné číslo, ale o odhad prodeje. Kompilace ABBA Gold (1992) se stala jednou z nejprodávanějších světových nahrávek vůbec (k roku 2010 patřila mezi TOP 30 a 3. nejprodávanější kompilace historie hudby), když se jí prodalo přes 28 miliónů kopií.
ABBA byla čtyřčlenná skupina, kterou tvořili autoři písní, instrumentalisté v rolích doprovodných zpěváků Benny Andersson a Björn Ulvaeus a zpěvačky Agnetha Fältskog a Anni-Frid Lyngstadová.

## Alba

### Studiová alba
| Vydáno            | Album         | SWE | UK | AUS | NOR | JAP | NED | USA | AUT | GER |
| ----------------- | ------------- | --- | -- | --- | --- | --- | --- | --- | --- | --- |
| 26. březen 1973   | Ring Ring     | 2   |    | 10  | 10  |     |     |     |     |     |
| 4. březen 1974    | Waterloo      | 1   | 28 | 18  | 1   |     |     | 145 |     | 6   |
| 21. duben 1975    | ABBA          | 1   | 13 | 1   | 1   |     | 3   | 174 |     | 31  |
| 11. říjen 1976    | Arrival       | 1   | 1  | 1   | 1   | 3   | 1   | 20  | 12  | 1   |
| 12. prosinec 1977 | The Album     | 1   | 1  | 4   | 1   | 9   | 1   | 14  | 2   | 2   |
| 23. duben 1979    | Voulez-Vous   | 1   | 1  | 5   | 1   | 1   | 2   | 19  | 2   | 1   |
| 3. listopad 1980  | Super Trouper | 1   | 1  | 5   | 1   | 8   | 1   | 17  | 3   | 1   |
| 30. listopad 1981 | The Visitors  | 1   | 1  | 22  | 1   | 12  | 1   | 29  | 3   | 1   |
| 5. listopad 2021  | Voyage        | 1   | 1  | 1   | 1   | 4   | 1   | 2   | 1   | 1   |

### Koncertní alba
| Vydáno         | Album     |
| -------------- | --------- |
| 18. srpen 1986 | ABBA Live |

### Kompilační alba
| Vydáno            | Album                            | UK | US  | NED | DE | FRA | AU | NZ | JP | NO | SE | AT |
| ----------------- | -------------------------------- | -- | --- | --- | -- | --- | -- | -- | -- | -- | -- | -- |
| 17. listopad 1975 | Greatest Hits                    | 1  | 48  |     | 2  | 9   |    |    |    | 1  | 1  |    |
| 29. říjen 1979    | Greatest Hits Vol. 2             | 1  | 46  | 4   | 6  | 5   | 20 | 3  | 2  | 25 | 20 | 2  |
| 8. listopad 1982  | The Singles: The First Ten Years | 1  | 62  | 4   | 5  | 6   | 18 | 5  |    | 33 | 19 |    |
| 21. září 1992     | ABBA Gold - Greatest Hits        | 1  | 63  | 2   | 1  | 1   | 1  | 3  | 12 | 1  | 1  | 1  |
| 24. květen 1993   | More ABBA Gold: More ABBA Hits   | 13 |     | 10  | 9  | 10  | 38 |    |    | 16 | 3  | 7  |
| 2. listopad 2001  | The Definitive Collection        | 17 | 186 | 39  | 14 | 12  | 10 | 9  |    | 8  | 26 | 38 |
| 20. listopad 2006 | Number Ones                      | 15 |     | 47  | 24 |     | 36 | 1  |    | 25 | 20 | 22 |

### Španělské kompilace
| Vydáno          | Album                    |
| --------------- | ------------------------ |
| 23. červen 1980 | Gracias Por La Música    |
| 24. září 1993   | ABBA Oro: Grandes Éxitos |

### Box sety
| Vydáno            | Album                          |
| ----------------- | ------------------------------ |
| 31. říjen 1994    | Thank You for the Music        |
| 7. listopad 2005  | The Complete Studio Recordings |
| 11. listopad 2008 | The Albums                     |

## Výběrová alba

### Další kompilační alba
| Rok  | Album                                                 | UK | US  | NL | DE | FR | AU | NZ | JP | NO | SE | AT |
| ---- | ----------------------------------------------------- | -- | --- | -- | -- | -- | -- | -- | -- | -- | -- | -- |
| 1976 | The Best of ABBA (jen v Austrálii a na Novém Zélandu) |    |     |    |    |    | 1  | 1  |    |    |    |    |
| 1976 | The Best of ABBA (jen v Evropě)                       |    |     | 1  | 1  |    |    |    |    | 14 |    | 1  |
| 1976 | ABBA Greatest Hits 24 (jen v Japonsku)                |    |     |    |    |    |    |    | 4  |    |    |    |
| 1976 | The Very Best of ABBA (jen v NSR)                     |    |     | 11 | 2  |    |    |    |    |    |    |    |
| 1978 | All About ABBA (jen v Japonsku)                       |    |     |    |    |    |    |    | 68 |    |    |    |
| 1980 | The Magic of ABBA                                     |    |     |    |    |    | 42 |    |    |    |    |    |
| 1981 | A Wie ABBA/A Van ABBA (jen v NSR a Nizozemsku)        |    |     | 1  | 1  |    |    |    |    |    |    |    |
| 1981 | Very Best of ABBA (jen v Japonsku)                    |    |     |    |    |    |    |    | 44 |    |    |    |
| 1983 | I Love ABBA                                           |    | 208 |    | 10 | 12 |    |    |    |    |    | 5  |
| 1983 | Thank You for the Music (jen ve Velké Británii)       | 17 |     |    |    |    |    |    |    |    |    |    |
| 1988 | Absolute ABBA                                         | 70 |     |    |    |    |    |    |    |    |    |    |
| 1996 | The Music Still Goes On (jen v Austrálii)             |    |     |    |    |    | —  |    |    |    |    |    |
| 1998 | Love Stories                                          | 51 |     |    | 82 | 3  |    | 24 |    | 30 |    | 15 |
| 1999 | 25 Jaar Na Waterloo                                   |    |     | 1  |    |    |    |    |    |    |    |    |
| 1999 | 25 Jaar Na Waterloo - Deel 2                          |    |     | 7  |    |    |    |    |    |    |    |    |
| 1999 | The Complete Singles Collection                       |    |     |    | 10 |    |    |    |    |    |    | 11 |
| 2001 | SOS: The Best of ABBA (jen v Japonsku)                |    |     |    |    |    |    |    | 3  |    |    |    |
| 2004 | The ABBA Story                                        |    |     |    | 31 |    |    |    |    |    |    | 21 |
| 2005 | 18 Hits                                               | 15 |     |    | 58 |    | 32 |    |    |    |    |    |
| 2008 | The Albums                                            | 89 |     | 37 | 61 | 57 |    |    |    | 7  | 4  |    |

## Singly
| Rok  | Singl                                        | Album                                 | Nejvyšší umístění v hitparádě | Nejvyšší umístění v hitparádě | Nejvyšší umístění v hitparádě | Nejvyšší umístění v hitparádě | Nejvyšší umístění v hitparádě | Nejvyšší umístění v hitparádě | Nejvyšší umístění v hitparádě | Nejvyšší umístění v hitparádě | Nejvyšší umístění v hitparádě | Nejvyšší umístění v hitparádě | Nejvyšší umístění v hitparádě | Nejvyšší umístění v hitparádě | Nejvyšší umístění v hitparádě | Nejvyšší umístění v hitparádě | Nejvyšší umístění v hitparádě | Nejvyšší umístění v hitparádě | Nejvyšší umístění v hitparádě | Nejvyšší umístění v hitparádě |
| Rok  | Singl                                        | Album                                 | SWE                           | ARG                           | AUS                           | AUT                           | BEL                           | KAN                           | FRA                           | GER                           | IRL                           | JAP                           | MEX                           | NED                           | NOR                           | JAR                           | ESP                           | UK                            | USA                           | USA                           |
| Rok  | Singl                                        | Album                                 | SWE                           | ARG                           | AUS                           | AUT                           | BEL                           | KAN                           | FRA                           | GER                           | IRL                           | JAP                           | MEX                           | NED                           | NOR                           | JAR                           | ESP                           | UK                            | Hot 100                       | AC                            |
| ---- | -------------------------------------------- | ------------------------------------- | ----------------------------- | ----------------------------- | ----------------------------- | ----------------------------- | ----------------------------- | ----------------------------- | ----------------------------- | ----------------------------- | ----------------------------- | ----------------------------- | ----------------------------- | ----------------------------- | ----------------------------- | ----------------------------- | ----------------------------- | ----------------------------- | ----------------------------- | ----------------------------- |
| 1972 | En Karusell                                  | Ring Ring                             | —                             |                               |                               |                               |                               |                               |                               |                               |                               |                               |                               |                               |                               |                               |                               |                               |                               |                               |
| 1972 | People Need Love / Merry-Go-Round            | Ring Ring                             | 17                            |                               | —                             |                               |                               |                               |                               | —                             |                               |                               |                               | —                             |                               |                               |                               |                               |                               |                               |
| 1972 | He Is Your Brother                           | Ring Ring                             | 1                             |                               |                               |                               |                               |                               |                               |                               |                               |                               |                               |                               |                               |                               |                               |                               |                               |                               |
| 1973 | Ring Ring (Bara Du Slog En Signal)           | Ring Ring                             | 1                             |                               |                               |                               |                               |                               |                               |                               |                               |                               |                               |                               |                               |                               |                               |                               |                               |                               |
| 1973 | Ring Ring                                    | Ring Ring                             | 2                             | —                             | 92                            | 2                             | 1                             |                               | 82                            | —                             | —                             | —                             |                               | 5                             | 2                             | 3                             | —                             | 32                            |                               |                               |
| 1973 | Love Isn't Easy (But It Sure Is Hard Enough) | Ring Ring                             |                               |                               |                               |                               |                               |                               |                               |                               |                               |                               |                               |                               |                               |                               |                               |                               |                               |                               |
| 1973 | Nina, Pretty Ballerina                       | Ring Ring                             |                               |                               |                               | 8                             | —                             |                               |                               | —                             |                               |                               |                               |                               |                               |                               |                               |                               |                               |                               |
| 1973 | Rock'n Roll Band                             | Ring Ring                             |                               |                               |                               |                               | —                             |                               |                               |                               | —                             |                               |                               |                               |                               |                               |                               |                               |                               |                               |
| 1973 | Another Town, Another Train                  | Ring Ring                             |                               |                               |                               |                               | —                             |                               |                               |                               | —                             |                               |                               |                               |                               |                               |                               |                               |                               |                               |
| 1974 | Waterloo (švédská v.)                        | Waterloo                              | 2                             |                               |                               |                               |                               |                               |                               |                               |                               |                               |                               |                               |                               |                               |                               |                               |                               |                               |
| 1974 | Waterloo                                     | Waterloo                              | 3                             | —                             | 4                             | 2                             |                               | 7                             | 3                             | 1                             | 1                             | —                             | —                             | 1                             | 1                             | 1                             | 1                             | 1                             | 6                             |                               |
| 1974 | Honey, Honey                                 | Waterloo                              |                               |                               | 30                            | 4                             | 12                            | 18                            |                               | 2                             |                               | —                             |                               | 17                            | 16                            |                               |                               |                               | 27                            | 27                            |
| 1974 | Hasta Mañana                                 | Waterloo                              |                               |                               | 16                            |                               |                               |                               |                               |                               |                               | —                             |                               |                               |                               | 2                             |                               |                               |                               |                               |
| 1974 | So Long                                      | ABBA                                  | 7                             |                               | —                             | 3                             | 9                             |                               | 64                            | 11                            | —                             | —                             |                               |                               |                               |                               | —                             | —                             |                               |                               |
| 1975 | I've Been Waiting for You                    | ABBA                                  |                               |                               | 49                            |                               |                               |                               |                               |                               |                               |                               |                               |                               |                               |                               |                               |                               |                               |                               |
| 1975 | Ring Ring                                    | Ring Ring                             |                               |                               | 7                             |                               |                               |                               |                               |                               |                               |                               |                               |                               |                               |                               |                               |                               |                               |                               |
| 1975 | I Do, I Do, I Do, I Do, I Do                 | ABBA                                  |                               |                               | 1                             | 4                             | 2                             | 12                            | 14                            | 6                             | —                             |                               | —                             | 3                             | 2                             | 1                             | —                             | 38                            | 15                            | 8                             |
| 1975 | SOS                                          | ABBA                                  |                               |                               | 1                             | 2                             | 1                             | 9                             |                               | 1                             | 4                             | —                             | 1                             | 2                             | 2                             | 1                             |                               | 6                             | 15                            | 19                            |
| 1975 | Bang-A-Boomerang                             | ABBA                                  |                               |                               |                               | —                             |                               |                               | 59                            |                               |                               |                               |                               |                               |                               |                               |                               |                               |                               |                               |
| 1975 | Mamma Mia                                    | ABBA                                  |                               | —                             | 1                             | 3                             | 1                             | 18                            |                               | 1                             | 1                             | —                             |                               | 12                            | 2                             | 5                             | —                             | 1                             | 32                            | 12                            |
| 1976 | Fernando                                     | Greatest Hits/ Arrival                | 2                             | —                             | 1                             | 1                             | 1                             | 2                             | 1                             | 1                             | 1                             | —                             | 1                             | 1                             | 2                             | 1                             | 3                             | 1                             | 13                            | 1                             |
| 1976 | Rock Me                                      | ABBA                                  |                               |                               | 4                             |                               |                               |                               |                               |                               |                               |                               |                               |                               |                               |                               |                               |                               |                               |                               |
| 1976 | Dancing Queen                                | Arrival                               | 1                             | —                             | 1                             | 4                             | 1                             | 2                             | 5                             | 1                             | 1                             | 19                            | 1                             | 1                             | 1                             | 1                             | 1                             | 1                             | 1                             | 6                             |
| 1976 | Money, Money, Money                          | Arrival                               |                               | —                             | 1                             | 3                             | 1                             | 47                            | 1                             | 1                             | 2                             |                               | 1                             | 1                             | 2                             | —                             |                               | 3                             | 56                            | 38                            |
| 1976 | Dum Dum Diddle                               | Arrival                               |                               |                               |                               | —                             | —                             |                               |                               | —                             |                               |                               |                               |                               |                               |                               |                               |                               |                               |                               |
| 1977 | That's Me                                    | Arrival                               |                               |                               |                               |                               |                               |                               |                               |                               |                               | 75                            |                               |                               |                               |                               |                               |                               |                               |                               |
| 1977 | Knowing Me, Knowing You                      | Arrival                               |                               |                               | 9                             | 2                             | 2                             | 2                             | 9                             | 1                             | 1                             |                               | 1                             | 3                             | 6                             | 1                             | 17                            | 1                             | 14                            | 7                             |
| 1977 | King Kong Song                               | Waterloo                              | 4                             |                               | 94                            |                               |                               |                               |                               |                               |                               |                               |                               |                               |                               |                               |                               |                               |                               |                               |
| 1977 | The Name of the Game                         | The Album                             | 2                             |                               | 6                             | 12                            | 2                             | 14                            | 12                            | 7                             | 2                             | —                             | 10                            | 2                             | 3                             | 3                             | —                             | 1                             | 12                            | 9                             |
| 1978 | Take a Chance on Me                          | The Album                             |                               |                               | 12                            | 1                             | 1                             | 3                             | 10                            | 3                             | 1                             | 67                            | 1                             | 2                             | 8                             | 6                             | —                             | 1                             | 3                             | 9                             |
| 1978 | One Man, One Woman                           | The Album                             |                               |                               |                               |                               |                               |                               |                               |                               |                               |                               |                               |                               |                               |                               |                               |                               |                               |                               |
| 1978 | Eagle                                        | The Album                             |                               |                               | 82                            | 17                            | 1                             |                               | 36                            | 6                             |                               | 62                            |                               | 7                             |                               |                               | —                             |                               |                               |                               |
| 1978 | Thank You for the Music                      | The Album                             |                               | —                             |                               |                               |                               |                               |                               |                               |                               |                               |                               |                               |                               | 2                             |                               |                               |                               |                               |
| 1978 | Summer Night City                            | Greatest Hits Vol. 2                  | 1                             |                               | 13                            | 18                            |                               | 34                            |                               | 6                             | 1                             | 24                            | 10                            | 10                            |                               |                               |                               | 5                             |                               |                               |
| 1979 | Chiquitita                                   | Voulez-Vous                           | 2                             | 7                             | 4                             | 6                             | 1                             | 17                            | 13                            | 3                             | 1                             | 19                            | 1                             | 1                             | 4                             | 1                             | 1                             | 2                             | 29                            | 15                            |
| 1979 | Chiquitita (španělská verze)                 | Voulez-Vous                           |                               | 1                             | —                             |                               |                               |                               | —                             |                               |                               |                               | 1                             |                               |                               | —                             | 5                             |                               |                               |                               |
| 1979 | Does Your Mother Know                        | Voulez-Vous                           |                               |                               | 7                             | 13                            | 1                             | 8                             | 26                            | 10                            | 3                             |                               | 17                            | 3                             |                               | 12                            |                               | 4                             | 19                            | 41                            |
| 1979 | Estoy Soñando                                | Gracias Por La Música                 |                               | 4                             |                               |                               |                               |                               | —                             |                               |                               |                               | 3                             |                               |                               |                               | 15                            |                               |                               |                               |
| 1979 | Voulez-Vous                                  | Voulez-Vous                           |                               |                               | 79                            |                               | 1                             | 43                            | 9                             | 14                            | 3                             | 18                            |                               | 3                             |                               |                               | 9                             |                               | 80                            | 40                            |
| 1979 | Angeleyes                                    | Voulez-Vous                           |                               |                               |                               |                               |                               | 39                            |                               |                               |                               |                               |                               |                               |                               |                               |                               | 3                             | 64                            | 37                            |
| 1979 | As Good as New                               | Voulez-Vous                           |                               |                               |                               |                               |                               |                               |                               |                               |                               |                               | 1                             |                               |                               |                               |                               |                               |                               |                               |
| 1979 | Gimme! Gimme! Gimme! (A Man After Midnight)  | Greatest Hits Vol. 2                  |                               |                               | 8                             | 2                             | 1                             |                               | 1                             | 3                             | 1                             | 17                            |                               | 2                             | 2                             | 16                            | —                             | 3                             |                               |                               |
| 1979 | I Have a Dream                               | Voulez-Vous                           |                               |                               | 64                            | 1                             | 1                             |                               | 42                            | 4                             | 2                             |                               |                               | 1                             |                               | 3                             | 3                             | 2                             |                               |                               |
| Rok  | Singl                                        | Album                                 | Nejvyšší umístění v hitparádě | Nejvyšší umístění v hitparádě | Nejvyšší umístění v hitparádě | Nejvyšší umístění v hitparádě | Nejvyšší umístění v hitparádě | Nejvyšší umístění v hitparádě | Nejvyšší umístění v hitparádě | Nejvyšší umístění v hitparádě | Nejvyšší umístění v hitparádě | Nejvyšší umístění v hitparádě | Nejvyšší umístění v hitparádě | Nejvyšší umístění v hitparádě | Nejvyšší umístění v hitparádě | Nejvyšší umístění v hitparádě | Nejvyšší umístění v hitparádě | Nejvyšší umístění v hitparádě | Nejvyšší umístění v hitparádě | Nejvyšší umístění v hitparádě |
| Rok  | Singl                                        | Album                                 | SWE                           | ARG                           | AUS                           | AUT                           | BEL                           | KAN                           | FRA                           | GER                           | IRL                           | JAP                           | MEX                           | NED                           | NOR                           | JAR                           | ESP                           | UK                            | USA                           | USA                           |
| Rok  | Singl                                        | Album                                 | SWE                           | ARG                           | AUS                           | AUT                           | BEL                           | KAN                           | FRA                           | GER                           | IRL                           | JAP                           | MEX                           | NED                           | NOR                           | JAR                           | ESP                           | UK                            | Hot 100                       | AC                            |
| 1980 | Gracias Por La Música                        | Gracias Por La Música                 |                               | 4                             |                               |                               |                               |                               |                               |                               |                               |                               | 15                            |                               |                               |                               |                               |                               |                               |                               |
| 1980 | ¡Dame! ¡Dame! ¡Dame!                         | Gracias Por La Música                 |                               |                               |                               |                               |                               |                               |                               |                               |                               |                               |                               |                               |                               |                               |                               |                               |                               |                               |
| 1980 | The Winner Takes It All                      | Super Trouper                         | 2                             | —                             | 7                             | 3                             | 1                             | 10                            | 5                             | 4                             | 1                             | 33                            | 5                             | 1                             | 3                             | 1                             | 10                            | 1                             | 8                             | 1                             |
| 1980 | On and On and On                             | Super Trouper                         |                               |                               | 9                             |                               |                               |                               | 18                            |                               |                               | 52                            |                               |                               |                               |                               |                               |                               | 90                            |                               |
| 1980 | Andante, Andante                             | Super Trouper                         |                               |                               |                               |                               |                               |                               |                               |                               |                               |                               |                               |                               |                               |                               |                               |                               |                               |                               |
| 1980 | The Piper                                    | Super Trouper                         |                               |                               |                               |                               |                               |                               |                               |                               |                               |                               |                               |                               |                               |                               |                               |                               |                               |                               |
| 1980 | Super Trouper                                | Super Trouper                         | 11                            |                               | 77                            | 3                             | 1                             | 32                            | 4                             | 1                             | 1                             | 93                            | 3                             | 1                             | 2                             |                               | 8                             | 1                             | 45                            | 14                            |
| 1980 | Felicidad                                    | Super Trouper                         |                               | 5                             |                               |                               |                               |                               |                               |                               |                               |                               |                               |                               |                               |                               |                               |                               |                               |                               |
| 1980 | Happy New Year                               | Super Trouper                         |                               |                               |                               |                               |                               |                               |                               |                               | —                             |                               |                               | —                             |                               |                               |                               |                               |                               |                               |
| 1981 | Lay All Your Love on Me                      | Super Trouper                         |                               |                               |                               |                               | 13                            |                               | 18                            | 26                            | 8                             |                               |                               | —                             |                               |                               |                               | 7                             |                               |                               |
| 1981 | One of Us                                    | The Visitors                          | 2                             |                               | 48                            | 3                             | 1                             |                               | 8                             | 1                             | 1                             | —                             |                               | 1                             | 6                             | 4                             | 7                             | 3                             | 107                           | 33                            |
| 1982 | When All Is Said and Done                    | The Visitors                          |                               |                               | 81                            |                               |                               |                               |                               |                               |                               |                               | —                             |                               |                               |                               |                               |                               | 27                            | 10                            |
| 1982 | No Hay A Quien Culpar                        | The Visitors                          |                               |                               |                               |                               |                               |                               |                               |                               |                               |                               | —                             |                               |                               |                               |                               |                               |                               |                               |
| 1982 | Head Over Heels                              | The Visitors                          |                               |                               |                               | 8                             | 2                             |                               | 10                            | 19                            | 14                            | —                             | 45                            | 1                             |                               | —                             | —                             | 25                            | —                             |                               |
| 1982 | The Visitors                                 | The Visitors                          |                               |                               |                               |                               |                               |                               |                               |                               |                               |                               |                               |                               |                               |                               |                               |                               | 63                            |                               |
| 1982 | Se Me Está Escapando                         | The Visitors                          |                               |                               |                               |                               |                               |                               |                               |                               |                               |                               |                               |                               |                               |                               |                               |                               |                               |                               |
| 1982 | The Day Before You Came                      | The Singles                           | 3                             |                               | 48                            | 16                            | 3                             |                               | 38                            | 5                             | 12                            | —                             | 19                            | 3                             | 5                             | —                             | —                             | 32                            | —                             |                               |
| 1983 | Under Attack                                 | The Singles                           |                               |                               | 96                            | —                             | 2                             |                               | 43                            | 6                             | 11                            | —                             | —                             | 7                             |                               |                               | —                             | 26                            |                               |                               |
| 1983 | Cassandra                                    | The Singles                           |                               |                               |                               | —                             |                               |                               |                               |                               |                               | —                             | —                             |                               |                               |                               |                               |                               |                               |                               |
| 1983 | Thank You for the Music                      | The Album                             |                               |                               |                               |                               | —                             |                               | 58                            |                               | 17                            |                               |                               | 23                            |                               |                               |                               | 33                            |                               |                               |
| 1992 | Dancing Queen                                | ABBA Gold                             | 15                            |                               | 28                            |                               | 16                            |                               |                               | 22                            |                               |                               |                               | 24                            | 5                             |                               |                               | 16                            |                               |                               |
| 1992 | Voulez-Vous                                  | ABBA Gold                             |                               |                               |                               |                               |                               |                               |                               |                               |                               |                               |                               | 64                            |                               |                               |                               |                               |                               |                               |
| 1994 | Dream World                                  | Thank You for the Music               | 17                            |                               |                               |                               |                               |                               |                               |                               |                               |                               |                               |                               |                               |                               |                               |                               |                               |                               |
| 1996 | Put On Your White Sombrero                   | Thank You for the Music               |                               |                               |                               |                               |                               |                               |                               |                               |                               |                               |                               |                               |                               |                               |                               |                               |                               |                               |
| 1999 | Happy New Year                               | The Complete Singles Collection       | 27                            |                               |                               |                               |                               |                               | —                             | 78                            |                               |                               |                               | 15                            | 20                            |                               |                               |                               |                               |                               |
| 2001 | SOS                                          | SOS: The Best of ABBA                 | —                             |                               |                               |                               | —                             |                               |                               | —                             |                               | 15                            |                               |                               |                               |                               |                               |                               |                               |                               |
| 2004 | Waterloo                                     | Waterloo: 30th Anniversary Collection |                               |                               |                               |                               |                               |                               |                               |                               | 33                            |                               |                               |                               |                               |                               |                               | 20                            |                               |                               |
| 2008 | Happy New Year                               | 4                                     |                               |                               |                               | 11                            |                               |                               |                               | 77                            |                               |                               |                               |                               |                               |                               |                               |                               |                               |                               |
| 2008 | Mamma Mia                                    |                                       |                               |                               | 48                            |                               |                               |                               |                               |                               |                               |                               |                               |                               |                               |                               |                               | 56                            |                               |                               |
| 2008 | Dancing Queen                                |                                       |                               |                               | 58                            |                               |                               |                               |                               |                               |                               |                               |                               |                               |                               |                               |                               | 82                            |                               |                               |
| 2008 | Honey, Honey                                 |                                       |                               |                               |                               | 16                            |                               |                               |                               |                               |                               |                               |                               |                               |                               |                               |                               |                               |                               |                               |
|      | Hity na 1. pozici                            |                                       | 4                             | 1                             | 6                             | 3                             | 16                            |                               | 3                             | 9                             | 11                            |                               | 8                             | 10                            | 2                             | 8                             | 3                             | 9                             | 1                             | 2                             |
|      | Hity v TOP 20                                |                                       | 22                            | 5                             | 19                            | 25                            | 22                            | 8                             | 16                            | 24                            | 23                            | 5                             | 13                            | 26                            | 19                            | 16                            | 12                            | 21                            | 10                            | 12                            |
|      |                                              |                                       | SWE                           | ARG                           | AUS                           | AUT                           | BEL                           | KAN                           | FRA                           | GER                           | IRL                           | JAP                           | MEX                           | NED                           | NOR                           | JAR                           | ESP                           | UK                            | Hot 100                       | AC                            |

## Videografie

### Video alba
| Rok  | Název                          | Formát |
| ---- | ------------------------------ | ------ |
| 2002 | ABBA The Definitive Collection | DVD    |
| 2003 | ABBA Gold                      | DVD    |
| 2006 | ABBA 16 Hits                   | DVD    |
| 2006 | ABBA Number Ones               | DVD    |
| 2012 | ABBA The Essential Collection  | DVD    |

### Videoklipy
| Rok  | Název                                         | Režisér                              |
| ---- | --------------------------------------------- | ------------------------------------ |
| 1974 | "Waterloo"                                    | Lasse Hallström                      |
| 1974 | "Ring Ring"                                   | Lasse Hallström                      |
| 1975 | "Mamma Mia"                                   | Lasse Hallström                      |
| 1975 | "SOS"                                         | Lasse Hallström                      |
| 1975 | "Bang-A-Boomerang"                            | Lasse Hallström                      |
| 1975 | "I Do, I Do, I Do, I Do, I Do"                | Lasse Hallström                      |
| 1976 | "Fernando"                                    | Lasse Hallström                      |
| 1976 | "Dancing Queen"                               | Lasse Hallström                      |
| 1976 | "My Love, My Life"                            | Per Falkman                          |
| 1976 | "When I Kissed the Teacher                    | Per Falkman                          |
| 1976 | "Tiger"                                       | Per Falkman                          |
| 1976 | "Money, Money, Money"                         | Lasse Hallström                      |
| 1977 | "Knowing Me, Knowing You"                     | Lasse Hallström                      |
| 1977 | "That's Me"                                   | Lasse Hallström                      |
| 1977 | "The Name of the Game"                        | Lasse Hallström                      |
| 1978 | "Take a Chance on Me"                         | Lasse Hallström                      |
| 1978 | "Eagle"                                       | Lasse Hallström                      |
| 1978 | "One Man, One Woman"                          | Lasse Hallström                      |
| 1978 | Thank You for the Music                       | Lasse Hallström                      |
| 1978 | "Summer Night City"                           | Lasse Hallström                      |
| 1979 | "Chiquitita"                                  | posádka BBC                          |
| 1979 | "Does Your Mother Know"                       | Lasse Hallström                      |
| 1979 | "Voulez-Vous"                                 | Lasse Hallström                      |
| 1979 | "Gimme! Gimme! Gimme! (A Man After Midnight)" | Lasse Hallström                      |
| 1979 | "Estoy Sonando"                               | Lasse Hallström                      |
| 1979 | "I Have a Dream"                              | Urban Lasson                         |
| 1980 | "On and On and On"                            | Anders Hanser (fotomontáž)           |
| 1980 | "Conociéndome, Conociendote"                  | Lasse Hallström                      |
| 1980 | "Gracias por la música"                       | Lasse Hallström                      |
| 1980 | "The Winner Takes It All"                     | Lasse Hallström                      |
| 1980 | "Super Trouper"                               | Lasse Hallström                      |
| 1980 | "Happy New Year"                              | Lasse Hallström                      |
| 1980 | "Felicidad"                                   | Lasse Hallström                      |
| 1981 | "Lay All Your Love On Me"                     | Epic (video koláž)                   |
| 1981 | "When All Is Said and Done"                   | Lasse Hallström                      |
| 1981 | "One of Us"                                   | Lasse Hallström                      |
| 1981 | "No Hay A Quien Culpar"                       | Lasse Hallström                      |
| 1982 | "Head Over Heels"                             | Lasse Hallström                      |
| 1982 | "The Day Before You Came"                     | Kjell Sundvall a Kjell-Åke Andersson |
| 1983 | "Under Attack"                                | Kjell Sundvall a Kjell-Åke Andersson |

## DVD
| Rok  | Název                        |
| ---- | ---------------------------- |
| 1999 | ABBA The Winner Takes It All |
| 2004 | ABBA In Concert              |
| 2004 | ABBA The Last Video          |
| 2004 | ABBA Super Troupers          |
| 2005 | ABBA The Movie               |